# Grapsus fourmanoiri
Grapsus fourmanoiri is een krabbensoort uit de familie van de Grapsidae. De wetenschappelijke naam van de soort is voor het eerst geldig gepubliceerd in 1965 door Crosnier.